# Karolina Kàrlovna Pàvlova
Karolina Kàrlovna Pàvlova (rus: Кароли́на Ка́рловна Па́влова, nascuda Karolina Iànix, rus: Каролина Яниш i de vegades germanitzat com a Carolina von Pawloff - 22 de juliol del 1807 – 14 de desembre del 1893) fou una poeta i novel·lista russa del segle xix que va destacar d'altres escriptors a causa de la seva apreciació única de rimes i imatges excepcionals.

## Biografia
Karolina Kàrlovna Pàvlova va néixer a Iaroslavl. La infància, la joventut i l'etapa de maduresa de la seva vida les va passar a Moscou. El seu pare, Karl Ivànovitx Iànix (originalment Janisch), un professor alemany russificat, era un home d'alt nivell cultural. Metge de professió, va ser professor de física i química, astronomia i va estudiar pintura, a més de ser un gran coneixedor de la literatura. Sota la guia del seu pare, Karolina va rebre una excel·lent educació a la llar. Quan encara era una nena ja sabia quatre idiomes, i va ajudar el seu pare en les seves observacions astronòmiques. A Moscou tenia fama de ser una noia "dotada del més divers i extraordinari talent".
El seu tutor polonès, Adam Mickiewicz (i en conseqüència el seu primer amor), va quedar "sorprès pel seu talent literari." Karolina es va casar el 1837 amb el també escriptor Nikolai Filíppovitx Pàvlov, un home frívol i jugador empedreït, que va admetre que s'hi va casar pels diners. Pàvlova va tenir un fill, Ippolit. Durant anys va dirigir un saló literari brillant a Moscou, que era visitat tant per occidentalitzadors com per eslavòfils. El marit de Pàvlova es va jugar la seva herència i va començar a viure amb una jove cosina de la seva dona en una altra llar que havia establert. El 1852 es va produir la ruptura completa entre els cònjuges. Ella va marxar a Sant Petersburg, on el seu pare acabava de morir en un brot de còlera. D'allà va marxar cap a Dorpat (ara Tartu, Estònia) on visqué amb la seva mare i el seu fill. Allí va conèixer Borís Utin, l'«amor més profund de la seva vida». El gener de 1854, el fill de Pàvlova va tornar a viure amb el seu pare a Moscou i allà assistí a la universitat.
Arran dels esdeveniments polítics de 1854 (la Guerra de Crimea amb els francesos i els britànics i la defensa de Sebastòpol) Pàvlova va respondre amb el poema "Una conversa al Kremlin", escrit per reforçar l'esperit patriòtic oficial. Els cercles socials i literaris progressistes, per descomptat, van rebre el poema amb hostilitat.
Ofesa i confusa, però sense abandonar les seves posicions conservadores, Pàvlova va decidir abandonar Rússia. Va viatjar a Constantinoble, a Itàlia, a Suïssa, i el 1861 finalment es va establir a Dresden, Alemanya, i només ocasionalment i amb breus estades, va tornar a Rússia. Aleksei Tolstoi visitava Karolina, que no sols era poeta, sinó també traductora del rus al francès i a l'alemany, a Dresden, i ella va traduir la seva poesia a l'alemany. Ell al seu torn li assegurà una pensió per a ella per part del govern rus i li va correspondre amb gust i de manera sol·lícita fins a la seva mort el 1875. Pàvlova va morir a Dresden el 1893.
Tot i que la poesia de Pàvlova fou mal acceptada pels seus contemporanis, fou redescoberta a la dècada del 1900 pels simbolistes de l'edat de plata. Valeri Briússov va publicar el 1915 una col·lecció de les seves obres. Karolina Pàvlova fou anomenada la "mestra del vers rus" per Andrei Beli, que la situava en la mateixa categoria que Jukovski, Ievgueni Baratinski, i Fet.
L'esfinx, escrit el 1831, fou el primer poema de Karolina en rus.
Alguns altres seus són: Una conversa al Trianon (rus: Разговор в Трианоне 1848), Una conversa al Kremlin (rus: Разговор в Кремле 1854), i l'elegia La vida ens crida (rus: Зовет нас жизнь 1846).

## Traduccions al català
- Poesia russa. Antologia / A cura d'Elena Vidal i Miquel Desclot. Barcelona: Edicions 62, Les millors obres de la literatura universal, 1983. ISBN 8429720774.